# میاگی چوجون
چوجون میاگی (به ژاپنی: 宮城 長順) (۲۵ آوریل ۱۸۸۸ در ناها، اوکیناوا — ۸ اکتبر ۱۹۵۳ در اوکیناوا) کاراته‌کای اوکیناوایی بود که سبک گوجوریو را در اواخر سال ۱۹۲۰ پدید آورد. میاگی در سال ۱۹۳۱ در اقامتگاهی واقع در توکیو با گوگن یاماگوچی که بعدها معرف اصلی سبک گوجوریو در ژاپن شد آشنا شد.

## اوایل زندگی
میاگی در۲۵ آوریل ۱۸۸۸ در هیگاشیماچی شهر ناها در اوکیناوا در خانواده‌ای ثروتمند و بازرگان به دنیا آمد. او در ۹ سالگی (یا ۱۴ سالگی) تمرین کاراته را شروع کرد. او ابتدا از ریوکو آراگاکی آموزش می‌دید و همو بود که او را در ۱۴ سالگی با کانریو هیگااونا (هیگاشیونا) آشنا کرد. میاگی دوره‌ای سخت و طولانی از آموزش‌های هیگاشیونا را پشت سر گذاشت.این آموزش‌ها با وقفه‌ای ۲ ساله از ۱۹۱۰ تا ۱۹۱۲ همراه بود که در آن مدت، میاگی در میاکونوجو، میازاکی به خدمت نظامی مشغول بود.

## مرگ
میاگی در سال ۱۹۵۱ برای اولین بار دچار حمله قلبی شد و در ۸ اکتبر ۱۹۵۳ میلادی در اوکیناوا به خاطر حمله قلبی دوم درگذشت. از شاگردان مهم او در آن زمان می‌توان به سیکو هیگا (قدیمی‌ترین شاگرد او که شاگرد کانریو هیگااونا هم بود)، میازاتو ئه‌ایچی (بنیان‌گذار دوجوی جوندوکان)، میتوکو یاگی (بنیان‌گذار دوجوی میبوکان، کسی که گی (لباس کاراته) و اوبی (کمربند) چوجون میاگی را از خانواده‌اش دریافت کرد)، سیگیچی توگوچی (بنیان‌گذار شوری‌کان گوجوریو) و گوگن یاماگوچی از خاک اصلی ژاپن اشاره کرد که انجمن کاراته گوجوریو گوجوکای را بنیان نهاد و مبلغ اصلی گوجوریو در خاک ژاپن بود. بعدها گوگن یاماگوچی نزد میتوکو یاگی به تمرین بیشتر کاتا پرداخت. او شاگردان دیگری را نیز پرورش داد که سبک‌های دیگری پدید آوردند؛ همچون شیمابوکو تاتسو که ایشین‌ریو را پدید آورد.

## جانشین
سیکیچی توگوچی چنین گفته است:
"بگذارید در ابتدا بگویم که میاگی، مرا جانشین قرار نداد. هیچ‌کس دیگر را هم جانشین خود نکرد. برخی می‌گویند که میاگی آنها را بطور خصوصی جانشین خود خوانده‌است اما این سخنان مضحک و بی‌احترامی به یاد اوست. او هیچگاه دربرابر دیگران کسی را جانشین خود ننامید. اگر کسی را انتخاب می‌کرد احتمالاً شاگردی قدیمی می‌بود و در حضور دیگران نیز عنوان می‌شد. میاگی کسی نبود که کاری را برحسب اتفاق و بدون تفکر انجام دهد؛ کارهای او با کنکاش و دقت فراوان بود. این منطقی به نظر می‌رسد که چون میاگی به کسی رتبه دان نمی‌داد پس جانشینی نیز برای خود مشخص نکرده‌باشد. احساس می‌کنم که میاگی به خاطر ادعاهای مسخره زیاد در این‌باره در قبر بر خود می‌پیچد."